# Piața Romană
Piața Romană este o intersecție majoră din sectorul 1, în centrul Bucureștiului. Două bulevarde importante se intersectează în Piața Romană: bulevardul Lascăr Catargiu (care se îndreaptă spre nord-vest către Piața Victoriei) și bulevardul Magheru (care se îndreaptă spre sud către Piața Universității). Cele două drumuri coincid geografic cu linia M2 de metrou. Bulevardul Dacia străbate Piața de la est la vest. 

## Istoria
Piața apărut la începutul secolului 20, odată cu dezvoltarea Bulevardelor Lascăr Catargiu și Dacia. Fronturile pieței diferă în mărimi și stiluri, mare parte din Belle Époque și din perioada interbelică. În 1898, piața aflată la intersecția Bulevardului Colței (actualul Bulevard Lascăr Catargiu, redenumit așa mai târziu în 1911) cu Strada Romană (azi, segmentul din Bulevardul Dacia care se continuă cu Strada Mihai Eminescu), Strada Primăverii (azi Strada D.I. Mendeleev) și Strada Cometa (azi Strada Căderea Bastiliei) primește denumirea de „Piața Romană”.
Între 1997 și 2010, în piață era o Lupa Capitolina, un simbol al latinității. Mai târziu, statuia a fost mutată la intersecția Bulevardului I.C. Brătianu cu Strada Lipscani.

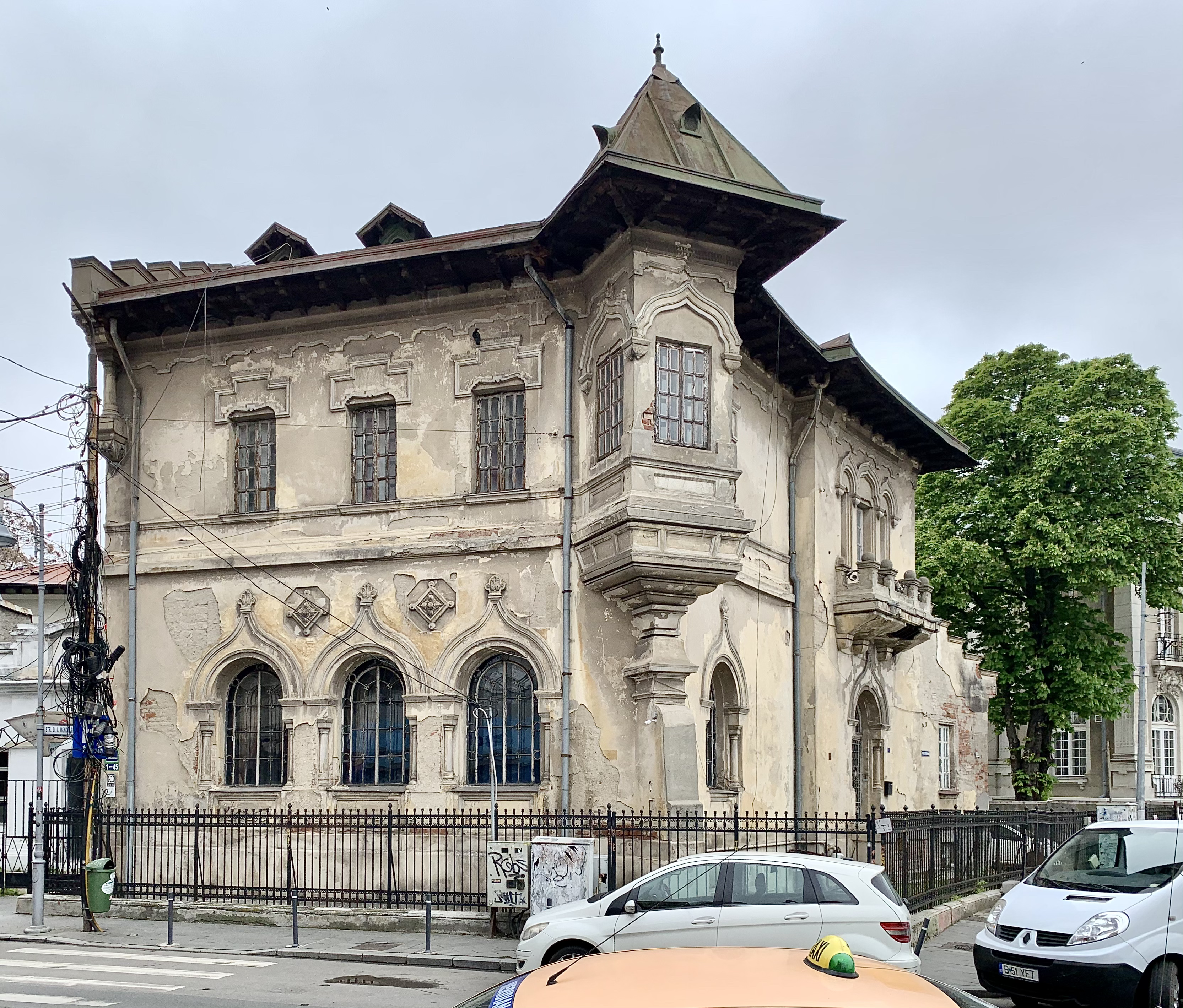
Casa Nicolae Petrașcu (nr. 1), de Ion Mincu, 1900-1904
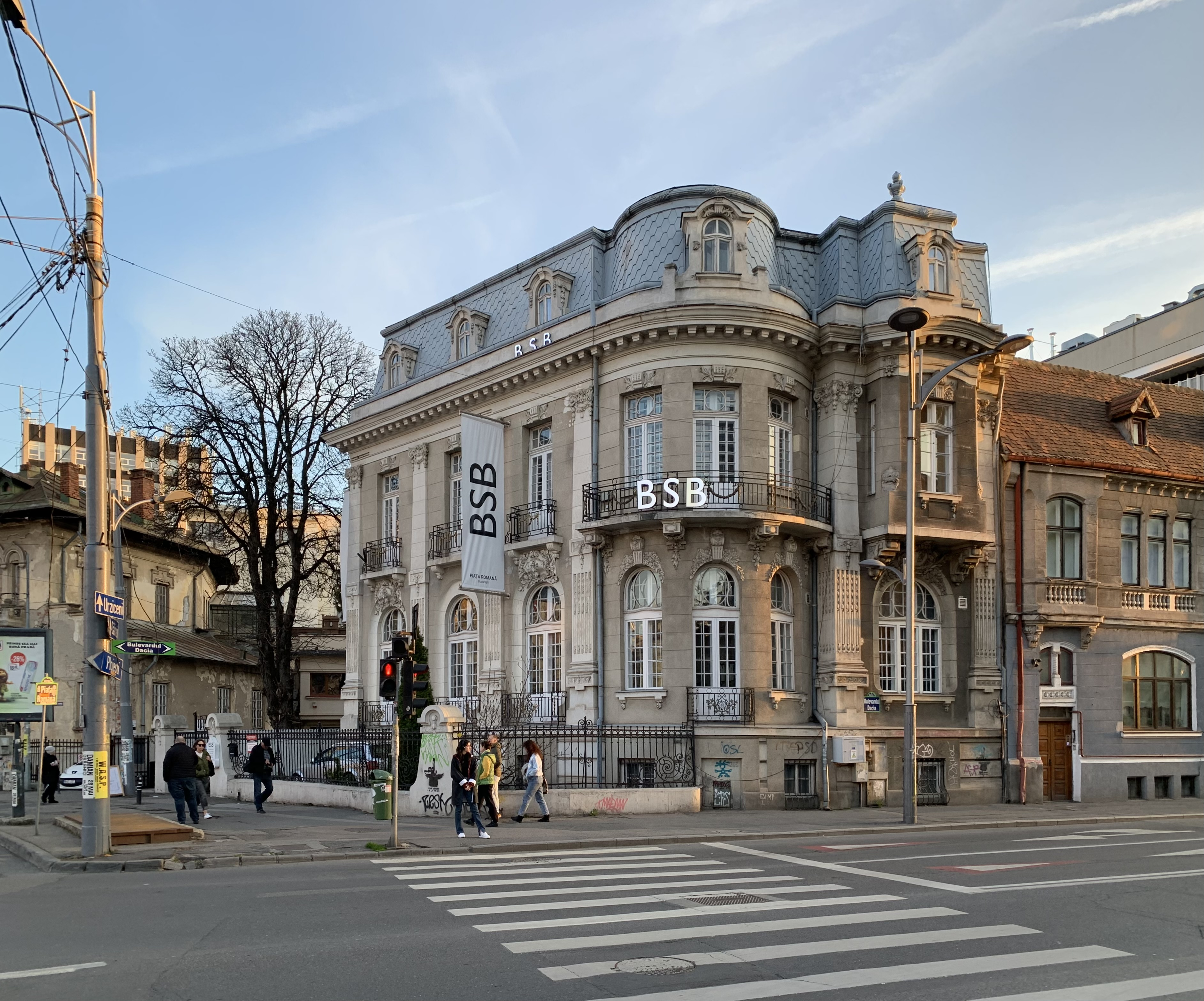
Nr. 3, architect necunoscut, c.1910
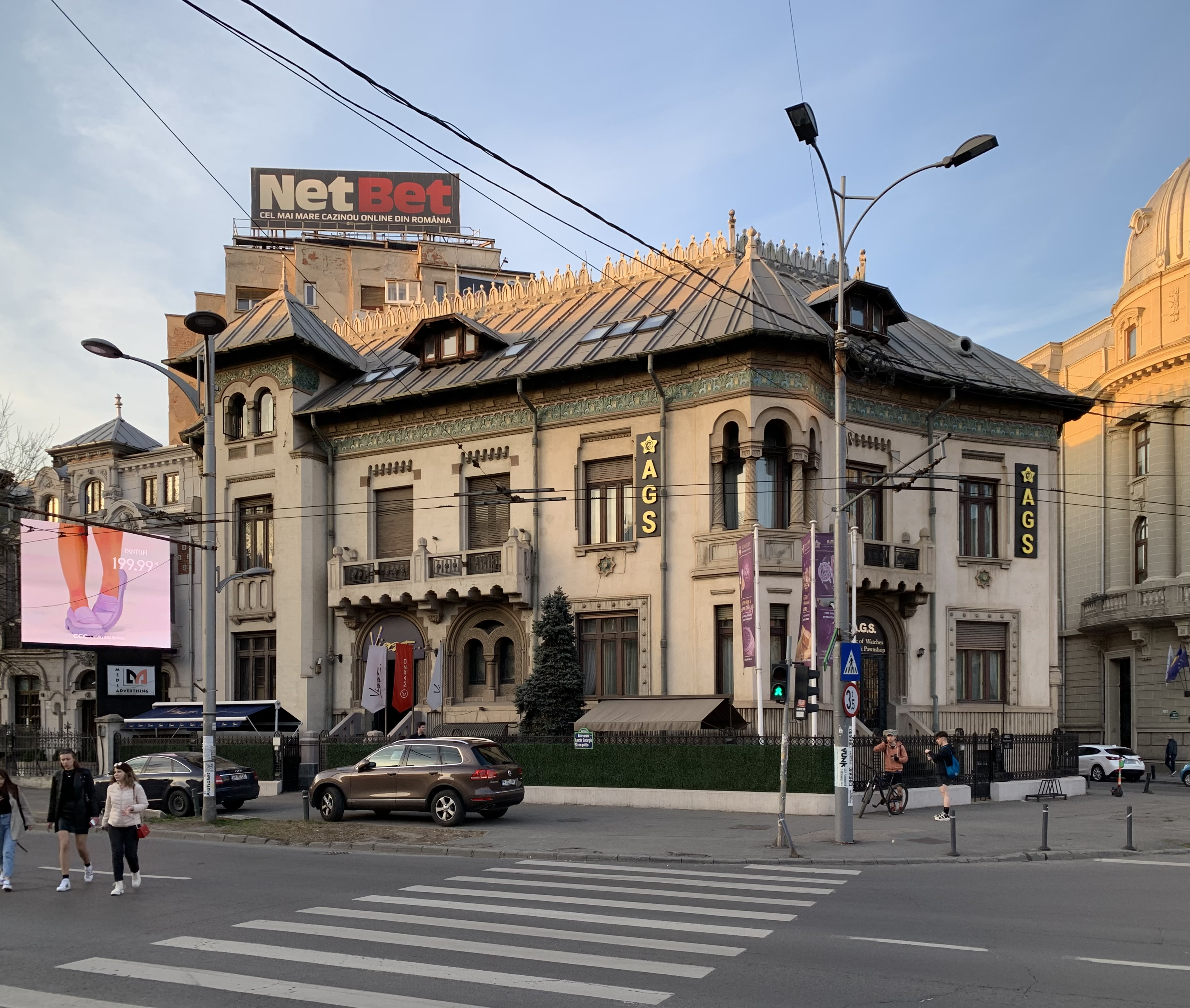
Casa Gheorghe Petrașcu (nr. 5), de Spiru Cegăneanu, 1912
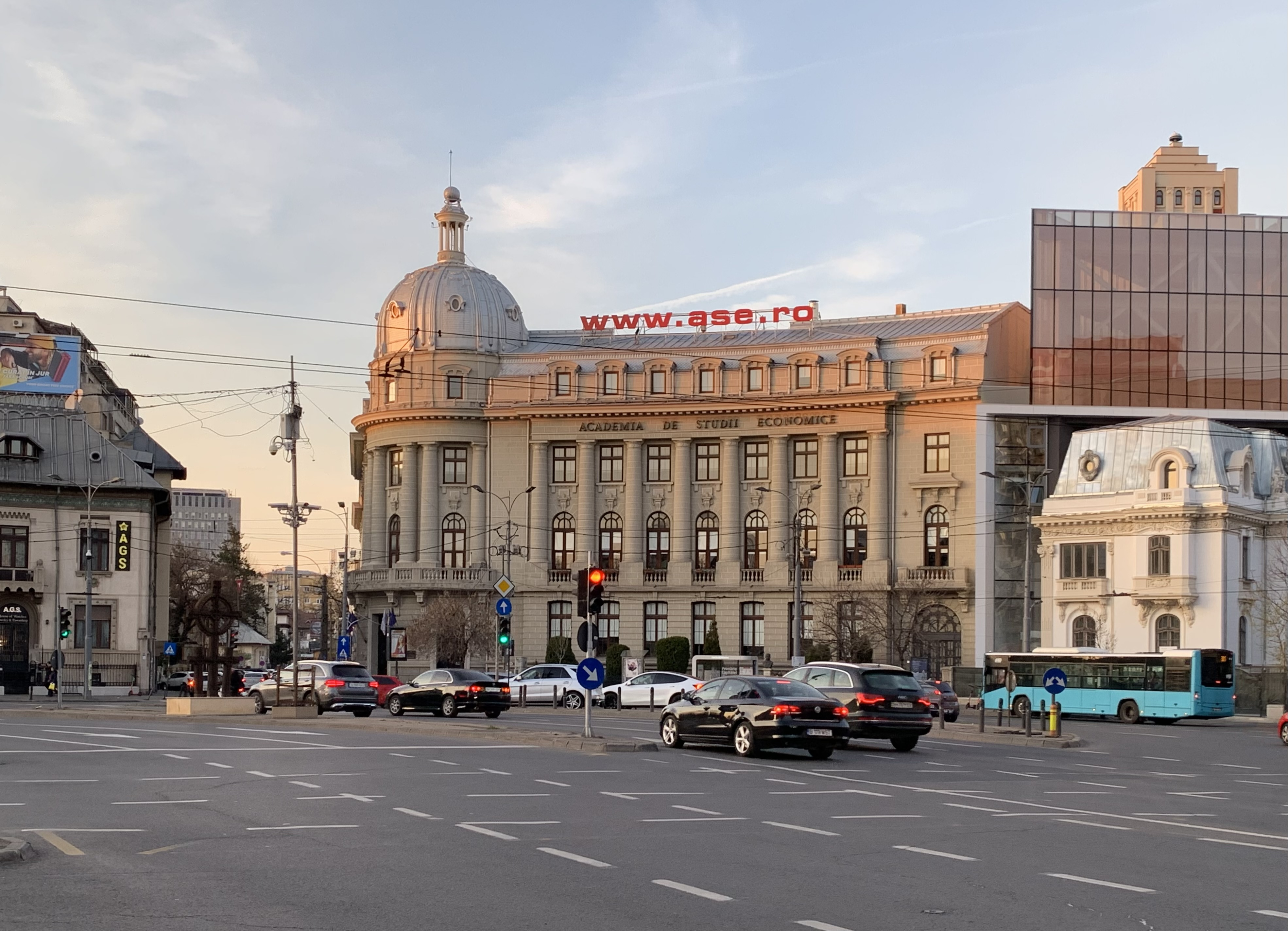
Academia de Studii Economice/ASE (nr. 6), 1916-1926, de Grigore Cerkez, Edmond van Sannen Algi
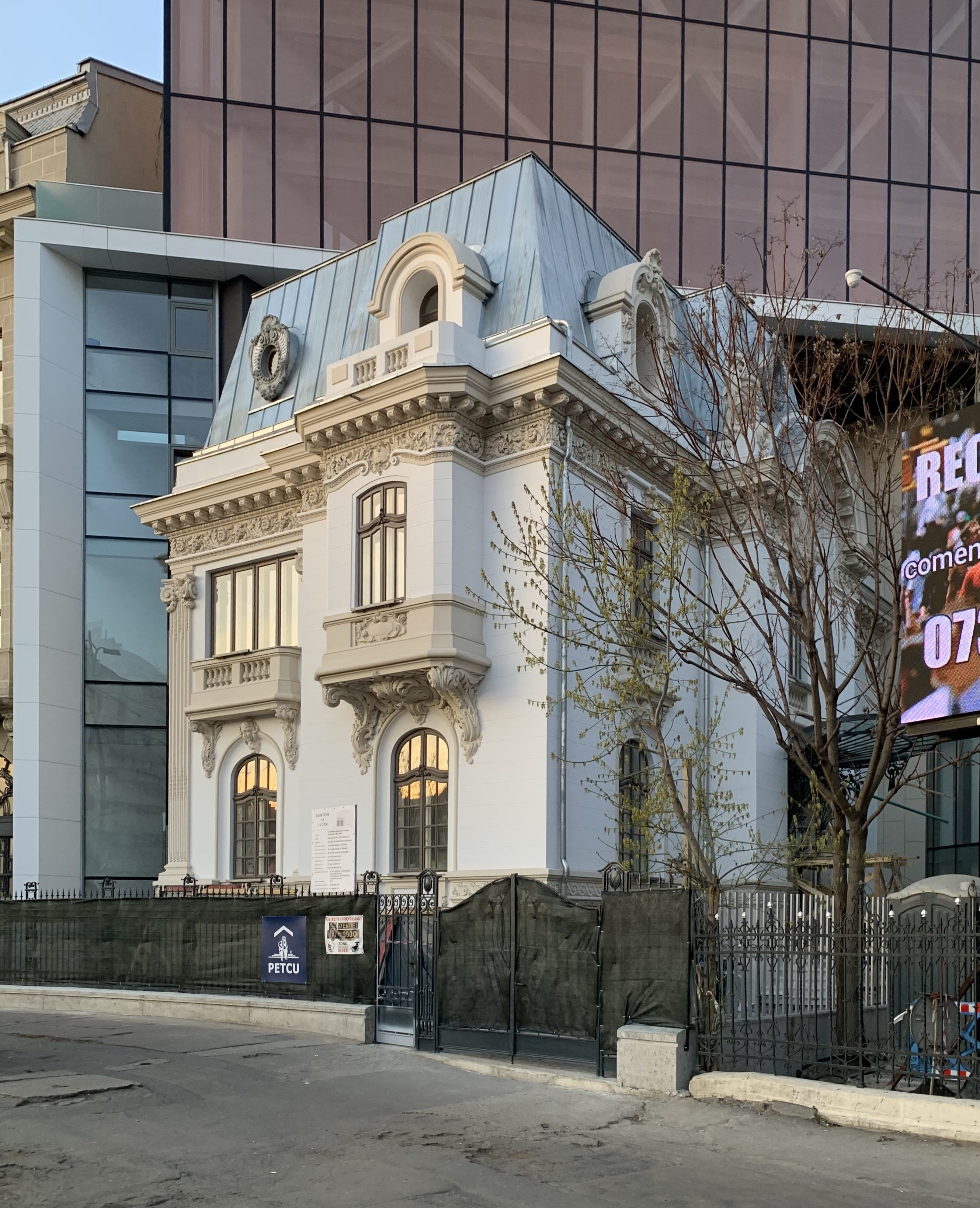
Casa Nanu-Muscel (nr. 7), de Ernest Doneaud, c.1909-1911
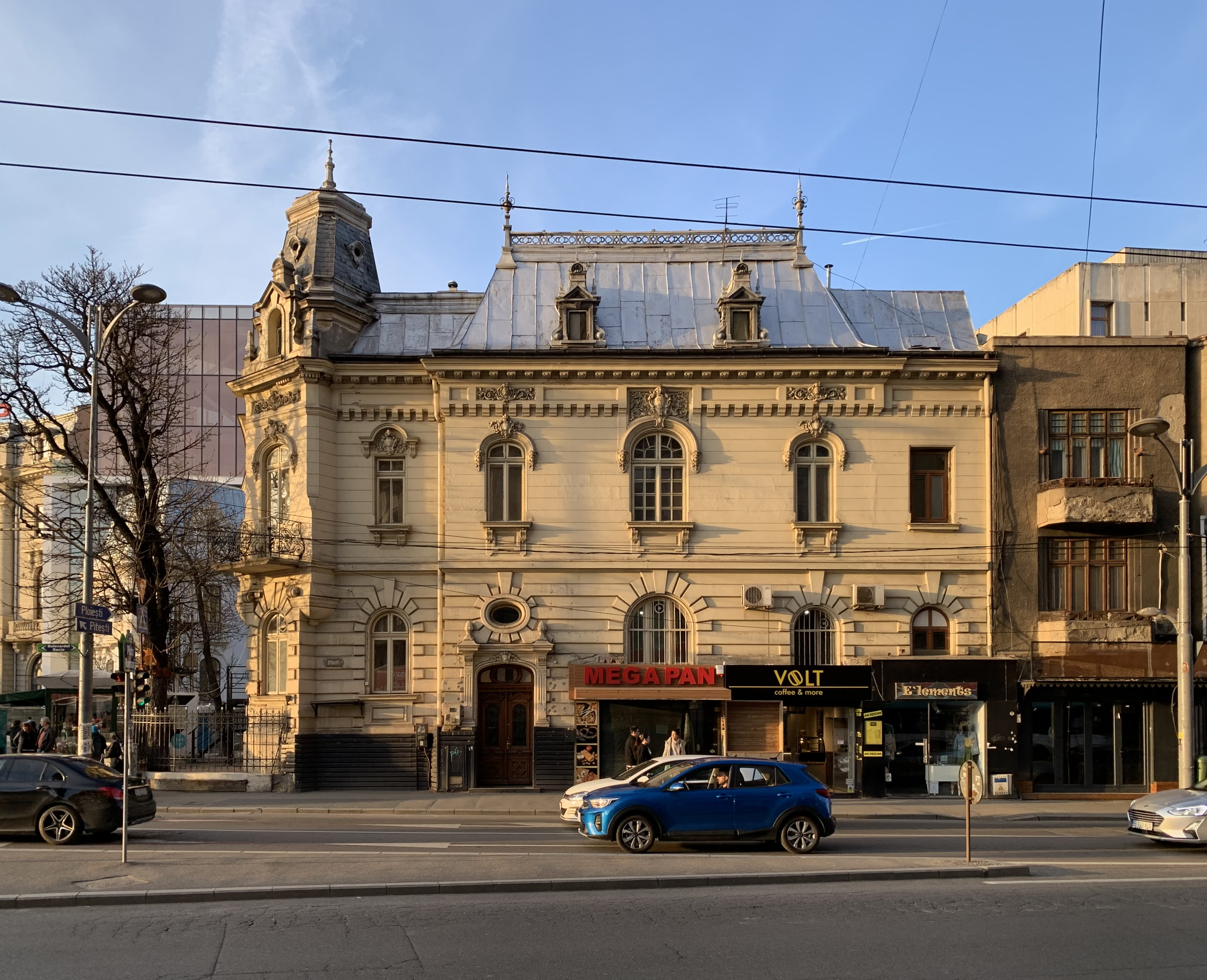
Casa Sabba Ștefănescu (nr. 8), de Oscar Maugsch, c.1910
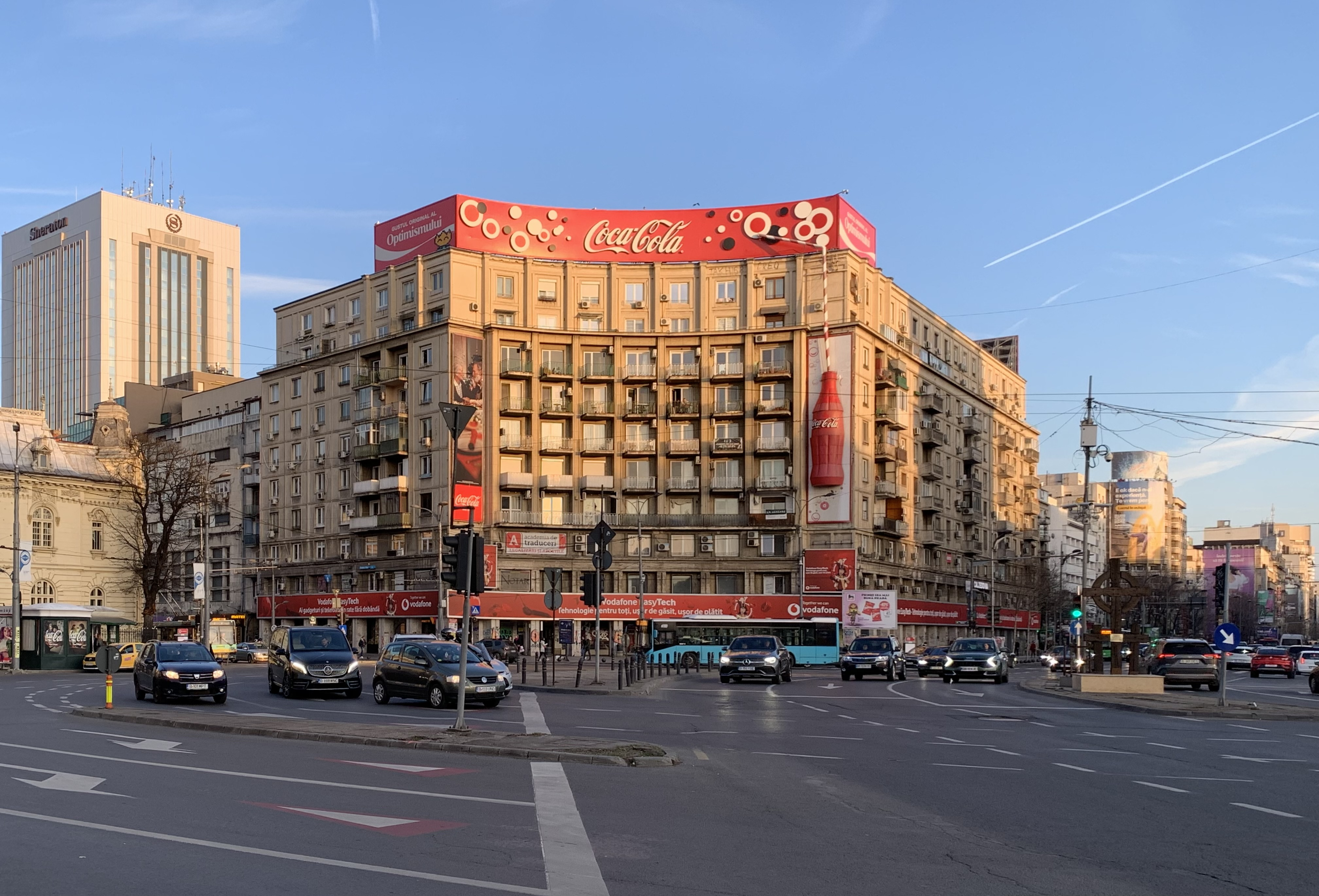
Bloc cu colonadă (nr. 9), de Sofia Ungureanu, 1955-1959

## Economia zonei
Piața Romană reprezintă pentru proprietarii de restaurante, hoteluri și magazine de haine un business de 60-70 de milioane de euro anual.
Cel mai important jucător din zona care începe cu restaurantul McDonald's și magazinul Miniprix, continuă până la ASE și la hotelul Duke pentru a merge apoi până la cafenelele de pe Dorobanți și la barurile din piața Lahovari, este Academia de Studii Economice din București (ASE).